# Friedberger Ach
Friedberger Ach (t. Verlorener Bach, Galgenbach, Hagenbach) – rzeka w południowych Niemczech (w Bawarii), prawy dopływ Dunaju. Długość - 110 km. 
Friedberger Ach wypływa na północny wschód od miasta Landsberg am Lech w centralnej części Wyżyny Bawarskiej i płynie na północ równolegle do rzeki Lech (najmniejsza odległość koryt obu rzek we wsi Kissing wynosi 100 metrów). Uchodzi do Dunaju kilka km na wschód od ujścia Lech, niedaleko Donauwörth. 
Friedberger Ach jest w znacznej części sztucznego pochodzenia. Od około 10 tys. lat stanowił górny bieg rzeki Paar. W XVI wieku został od niej odcięty i zwrócony na północ. Kolejne prace przeprowadzono w XIX i w XX wieku, gdy m.in. przekopano nowe ujście do Dunaju. 